# Ischnotoma fagetorum
Ischnotoma fagetorum är en tvåvingeart. Ischnotoma fagetorum ingår i släktet Ischnotoma och familjen storharkrankar.

## Underarter
Arten delas in i följande underarter:
- I. f. fagetorum
- I. f. trunculata